# Lagazuoi
Il Lagazuoi (Lagazuoi-Berg in tedesco, Lagació in ladino) è una montagna facente parte del Gruppo di Fanis, all'interno delle Dolomiti Orientali di Badia (catena delle Dolomiti orientali), a ovest di Cortina d'Ampezzo e a nord-est di Livinallongo del Col di Lana.

## Descrizione
Il Lagazuoi è in realtà formato da due rilievi principali ben distinti, chiamati rispettivamente Piccolo Lagazuoi (in ted.: Kleiner Lagazuoi, 2.778 m s.l.m.) e il retrostante Grande Lagazuoi (in ted.: Großer Lagazuoi, 2.835 m). Il massiccio è delimitato a sud dal passo di Falzarego, a ovest dal passo Valparola, a nord dall'Alpe di Fanis e la Val Travenanzes, a est dal complesso di Cima Falzarego-Col dei Bos e dal massiccio delle Tofane, che lo separa dalla Valle d'Ampezzo. Il Lagazuoi, infatti, è l'unica montagna considerata facente parte dell'area ampezzana a non essere visibile dalla conca stessa, coperta com'è dalla più maestosa ed imponente Tofana di Rozes.

### IlLagaciò
Nei pressi del massiccio si trova anche il piccolo Lagaciò (o lago di Lagazuoi), lago perenne alimentato da sorgenti sotterranee. Situato sotto la forcella del Lago, cui dà il nome, e lungo la valle che porta in Armentarola, il Lagaciò è raggiungibile percorrendo la cresta del Lagazuoi partendo dal passo di Falzarego e mediante la funivia del Lagazuoi, e poi seguendo la vecchia strada militare.

## Storia
Durante il corso della prima guerra mondiale, tra il 1915 e il 1917, il Lagazuoi fu teatro di aspri scontri tra le truppe italiane e quelle austro-ungariche, che costruirono complesse reti di tunnel e gallerie scavate all'interno del Piccolo Lagazuoi e tentavano a vicenda di far saltare in aria o di seppellire le posizioni avversarie con il metodo della guerra di mina.

## Escursionismo
Sul massiccio è presente la funivia che collega il passo di Falzarego col rifugio Lagazuoi (2.752 m) sul Lagazuoi Piccolo. Di lì si dipartono svariati sentieri e mulattiere segnate, che portano verso ovest (la Val Badia), nord (la Val Travenanzes e quindi la Val di Fanes), ed est (Col dei Bos e la Tofana di Rozes).
Recentemente ristrutturate, le gallerie e le trincee italiane ed austriache della Grande Guerra sono oggi aperte al pubblico e liberamente visitabili, costituendo un'attrazione di indubbio interesse storico ed escursionistico. Tra le attrazioni visitabili si trovano:
- Sentiero 402, l'antica strada di rifornimento per le postazioni al fronte
- Via ferrata e barricamenti Malvezzi
- Cengia Martini con baraccamenti restaurati e ricostruiti
- Galleria Tazzer o dell'Anfiteatro
- Trincee, gallerie e postazioni austriache dei Kaiserjager
- Galleria di mina austriaca dal Vonbank
- Galleria di mina italiana e anticima del Lagazuoi